# Peroxypropansäure
Peroxypropansäure ist eine organisch-chemische Verbindung aus der Gruppe der Peroxycarbonsäuren und ein Derivat der Propansäure.

## Herstellung
Peroxypropansäure kann durch Umsetzung von Propansäure mit Wasserstoffperoxid und Schwefelsäure hergestellt werden. Eine analoge Reaktion unter heterogener Katalyse ist ebenfalls möglich, dabei wird statt Schwefelsäure ein saures Ionentauscherharz verwendet. Eine biotechnologische Herstellung ist ebenfalls möglich. Hierzu wird Ethylpropionat mit Wasserstoffperoxid und einer Lipase umgesetzt.

## Reaktionen
Peroxypropansäure kann C=C-Doppelbindungen epoxidieren, beispielsweise in Pflanzenölen, ist jedoch weniger reaktiv als Peressigsäure.